# Liste des communes des Alpes-de-Haute-Provence
Pour les autres listes de communes françaises, voir Listes des communes de France.
| - Les Alpes-de-Haute-Provence en France métropolitaine. - Carte des communes des Alpes-de-Haute-Provence. |

Cette page liste les 198 communes du département français des Alpes-de-Haute-Provence au 1er janvier 2025.

## Liste des communes
Le tableau suivant donne la liste des communes au 1er janvier 2025, en précisant leur code Insee, leur code postal principal, leur arrondissement, leur canton, leur intercommunalité, leur superficie, leur population et leur densité, d'après les chiffres de l'Insee issus du recensement 2022,.
| Nom                          | Code Insee | Code postal | Arrondissement  | Canton                              | Intercommunalité                              | Superficie (km2) | Population (dernière pop. légale) | Densité (hab./km2) | Modifier                                    |
| ---------------------------- | ---------- | ----------- | --------------- | ----------------------------------- | --------------------------------------------- | ---------------- | --------------------------------- | ------------------ | ------------------------------------------- |
| Digne-les-Bains (préfecture) | 04070      | 04000       | Digne-les-Bains | Digne-les-Bains-1 Digne-les-Bains-2 | CA Provence-Alpes Agglomération               | 117,07           | 17 694 (2022)                     | 151                | modifier les données · modifier les données |
| Aiglun                       | 04001      | 04510       | Digne-les-Bains | Digne-les-Bains-2                   | CA Provence-Alpes Agglomération               | 14,89            | 1 406 (2022)                      | 94                 | modifier les données · modifier les données |
| Allemagne-en-Provence        | 04004      | 04500       | Forcalquier     | Valensole                           | CA Durance-Luberon-Verdon Agglomération       | 32,99            | 539 (2022)                        | 16                 | modifier les données · modifier les données |
| Allons                       | 04005      | 04170       | Castellane      | Castellane                          | CC Alpes Provence Verdon - Sources de Lumière | 41,71            | 125 (2022)                        | 3,0                | modifier les données · modifier les données |
| Allos                        | 04006      | 04260       | Castellane      | Castellane                          | CC Alpes Provence Verdon - Sources de Lumière | 116,65           | 816 (2022)                        | 7,0                | modifier les données · modifier les données |
| Angles                       | 04007      | 04170       | Castellane      | Castellane                          | CC Alpes Provence Verdon - Sources de Lumière | 9,83             | 70 (2022)                         | 7,1                | modifier les données · modifier les données |
| Annot                        | 04008      | 04240       | Castellane      | Castellane                          | CC Alpes Provence Verdon - Sources de Lumière | 29,80            | 1 013 (2022)                      | 34                 | modifier les données · modifier les données |
| Archail                      | 04009      | 04420       | Digne-les-Bains | Seyne                               | CA Provence-Alpes Agglomération               | 12,99            | 14 (2022)                         | 1,1                | modifier les données · modifier les données |
| Aubenas-les-Alpes            | 04012      | 04110       | Forcalquier     | Reillanne                           | CC Haute-Provence - Pays de Banon             | 7,93             | 85 (2022)                         | 11                 | modifier les données · modifier les données |
| Aubignosc                    | 04013      | 04200       | Forcalquier     | Château-Arnoux-Saint-Auban          | CC Jabron Lure Vançon Durance                 | 14,74            | 624 (2022)                        | 42                 | modifier les données · modifier les données |
| Authon                       | 04016      | 04200       | Forcalquier     | Sisteron                            | CC du Sisteronais Buëch                       | 40,16            | 59 (2022)                         | 1,5                | modifier les données · modifier les données |
| Auzet                        | 04017      | 04140       | Digne-les-Bains | Seyne                               | CA Provence-Alpes Agglomération               | 34,53            | 102 (2022)                        | 3,0                | modifier les données · modifier les données |
| Banon                        | 04018      | 04150       | Forcalquier     | Reillanne                           | CC Haute-Provence - Pays de Banon             | 39,81            | 1 070 (2022)                      | 27                 | modifier les données · modifier les données |
| Barcelonnette                | 04019      | 04400       | Barcelonnette   | Barcelonnette                       | CC Vallée de l'Ubaye Serre-Ponçon             | 16,42            | 2 528 (2022)                      | 154                | modifier les données · modifier les données |
| Barles                       | 04020      | 04140       | Digne-les-Bains | Seyne                               | CA Provence-Alpes Agglomération               | 59,05            | 124 (2022)                        | 2,1                | modifier les données · modifier les données |
| Barras                       | 04021      | 04380       | Digne-les-Bains | Digne-les-Bains-2                   | CA Provence-Alpes Agglomération               | 20,80            | 142 (2022)                        | 6,8                | modifier les données · modifier les données |
| Barrême                      | 04022      | 04330       | Castellane      | Riez                                | CC Alpes Provence Verdon - Sources de Lumière | 37,05            | 402 (2022)                        | 11                 | modifier les données · modifier les données |
| Bayons                       | 04023      | 04250       | Forcalquier     | Seyne                               | CC du Sisteronais Buëch                       | 125,75           | 202 (2022)                        | 1,6                | modifier les données · modifier les données |
| Beaujeu                      | 04024      | 04420       | Digne-les-Bains | Seyne                               | CA Provence-Alpes Agglomération               | 45,68            | 122 (2022)                        | 2,7                | modifier les données · modifier les données |
| Beauvezer                    | 04025      | 04370       | Castellane      | Castellane                          | CC Alpes Provence Verdon - Sources de Lumière | 26,98            | 387 (2022)                        | 14                 | modifier les données · modifier les données |
| Bellaffaire                  | 04026      | 04250       | Forcalquier     | Seyne                               | CC du Sisteronais Buëch                       | 13,12            | 158 (2022)                        | 12                 | modifier les données · modifier les données |
| Bevons                       | 04027      | 04200       | Forcalquier     | Sisteron                            | CC Jabron Lure Vançon Durance                 | 11,26            | 256 (2022)                        | 23                 | modifier les données · modifier les données |
| Beynes                       | 04028      | 04270       | Digne-les-Bains | Riez                                | CA Provence-Alpes Agglomération               | 41,24            | 121 (2022)                        | 2,9                | modifier les données · modifier les données |
| Blieux                       | 04030      | 04330       | Castellane      | Riez                                | CC Alpes Provence Verdon - Sources de Lumière | 56,80            | 52 (2022)                         | 0,92               | modifier les données · modifier les données |
| Bras-d'Asse                  | 04031      | 04270       | Digne-les-Bains | Riez                                | CA Provence-Alpes Agglomération               | 26,10            | 559 (2022)                        | 21                 | modifier les données · modifier les données |
| Braux                        | 04032      | 04240       | Castellane      | Castellane                          | CC Alpes Provence Verdon - Sources de Lumière | 11,67            | 134 (2022)                        | 11                 | modifier les données · modifier les données |
| La Brillanne                 | 04034      | 04700       | Forcalquier     | Forcalquier                         | CA Durance-Luberon-Verdon Agglomération       | 7,22             | 1 114 (2022)                      | 154                | modifier les données · modifier les données |
| Brunet                       | 04035      | 04210       | Forcalquier     | Valensole                           | CA Durance-Luberon-Verdon Agglomération       | 28,47            | 293 (2022)                        | 10                 | modifier les données · modifier les données |
| Le Brusquet                  | 04036      | 04420       | Digne-les-Bains | Seyne                               | CA Provence-Alpes Agglomération               | 22,25            | 967 (2022)                        | 43                 | modifier les données · modifier les données |
| Le Caire                     | 04037      | 04250       | Forcalquier     | Seyne                               | CC du Sisteronais Buëch                       | 17,63            | 77 (2022)                         | 4,4                | modifier les données · modifier les données |
| Castellane                   | 04039      | 04120       | Castellane      | Castellane                          | CC Alpes Provence Verdon - Sources de Lumière | 117,79           | 1 454 (2022)                      | 12                 | modifier les données · modifier les données |
| Le Castellard-Mélan          | 04040      | 04380       | Digne-les-Bains | Digne-les-Bains-1                   | CA Provence-Alpes Agglomération               | 25,74            | 62 (2022)                         | 2,4                | modifier les données · modifier les données |
| Le Castellet                 | 04041      | 04700       | Forcalquier     | Riez                                | CA Durance-Luberon-Verdon Agglomération       | 18,87            | 300 (2022)                        | 16                 | modifier les données · modifier les données |
| Castellet-lès-Sausses        | 04042      | 04320       | Castellane      | Castellane                          | CC Alpes Provence Verdon - Sources de Lumière | 53,91            | 140 (2022)                        | 2,6                | modifier les données · modifier les données |
| Céreste-en-Luberon           | 04045      | 04280       | Forcalquier     | Reillanne                           | CC Pays d'Apt-Luberon                         | 32,54            | 1 195 (2022)                      | 37                 | modifier les données · modifier les données |
| Le Chaffaut-Saint-Jurson     | 04046      | 04510       | Digne-les-Bains | Riez                                | CA Provence-Alpes Agglomération               | 36,20            | 689 (2022)                        | 19                 | modifier les données · modifier les données |
| Champtercier                 | 04047      | 04660       | Digne-les-Bains | Digne-les-Bains-2                   | CA Provence-Alpes Agglomération               | 18,31            | 785 (2022)                        | 43                 | modifier les données · modifier les données |
| Château-Arnoux-Saint-Auban   | 04049      | 04160 04600 | Digne-les-Bains | Château-Arnoux-Saint-Auban          | CA Provence-Alpes Agglomération               | 18,34            | 5 095 (2022)                      | 278                | modifier les données · modifier les données |
| Châteaufort                  | 04050      | 04250       | Forcalquier     | Seyne                               | CC du Sisteronais Buëch                       | 13,73            | 25 (2022)                         | 1,8                | modifier les données · modifier les données |
| Châteauneuf-Miravail         | 04051      | 04200       | Forcalquier     | Sisteron                            | CC Jabron Lure Vançon Durance                 | 19,70            | 75 (2022)                         | 3,8                | modifier les données · modifier les données |
| Châteauneuf-Val-Saint-Donat  | 04053      | 04200       | Forcalquier     | Château-Arnoux-Saint-Auban          | CC Jabron Lure Vançon Durance                 | 21,10            | 529 (2022)                        | 25                 | modifier les données · modifier les données |
| Châteauredon                 | 04054      | 04270       | Digne-les-Bains | Riez                                | CA Provence-Alpes Agglomération               | 10,53            | 74 (2022)                         | 7,0                | modifier les données · modifier les données |
| Chaudon-Norante              | 04055      | 04330       | Castellane      | Riez                                | CC Alpes Provence Verdon - Sources de Lumière | 37,48            | 180 (2022)                        | 4,8                | modifier les données · modifier les données |
| Clamensane                   | 04057      | 04250       | Forcalquier     | Seyne                               | CC du Sisteronais Buëch                       | 23,73            | 180 (2022)                        | 7,6                | modifier les données · modifier les données |
| Claret                       | 04058      | 05110       | Forcalquier     | Seyne                               | CA Gap-Tallard-Durance                        | 21,04            | 296 (2022)                        | 14                 | modifier les données · modifier les données |
| Clumanc                      | 04059      | 04330       | Castellane      | Riez                                | CC Alpes Provence Verdon - Sources de Lumière | 53,68            | 221 (2022)                        | 4,1                | modifier les données · modifier les données |
| Colmars                      | 04061      | 04370       | Castellane      | Castellane                          | CC Alpes Provence Verdon - Sources de Lumière | 81,82            | 548 (2022)                        | 6,7                | modifier les données · modifier les données |
| La Condamine-Châtelard       | 04062      | 04530       | Barcelonnette   | Barcelonnette                       | CC Vallée de l'Ubaye Serre-Ponçon             | 56,08            | 156 (2022)                        | 2,8                | modifier les données · modifier les données |
| Corbières-en-Provence        | 04063      | 04220       | Forcalquier     | Manosque-3                          | CA Durance-Luberon-Verdon Agglomération       | 19,06            | 1 285 (2022)                      | 67                 | modifier les données · modifier les données |
| Cruis                        | 04065      | 04230       | Forcalquier     | Forcalquier                         | CC Pays de Forcalquier - Montagne de Lure     | 36,47            | 646 (2022)                        | 18                 | modifier les données · modifier les données |
| Curbans                      | 04066      | 05110       | Forcalquier     | Seyne                               | CA Gap-Tallard-Durance                        | 28,88            | 577 (2022)                        | 20                 | modifier les données · modifier les données |
| Curel                        | 04067      | 04200       | Forcalquier     | Sisteron                            | CC Jabron Lure Vançon Durance                 | 10,45            | 59 (2022)                         | 5,6                | modifier les données · modifier les données |
| Dauphin                      | 04068      | 04300       | Forcalquier     | Reillanne                           | CC Haute-Provence - Pays de Banon             | 9,71             | 837 (2022)                        | 86                 | modifier les données · modifier les données |
| Demandolx                    | 04069      | 04120       | Castellane      | Castellane                          | CC Alpes Provence Verdon - Sources de Lumière | 20,37            | 111 (2022)                        | 5,4                | modifier les données · modifier les données |
| Draix                        | 04072      | 04420       | Digne-les-Bains | Seyne                               | CA Provence-Alpes Agglomération               | 23,04            | 113 (2022)                        | 4,9                | modifier les données · modifier les données |
| Enchastrayes                 | 04073      | 04400       | Barcelonnette   | Barcelonnette                       | CC Vallée de l'Ubaye Serre-Ponçon             | 44,19            | 397 (2022)                        | 9,0                | modifier les données · modifier les données |
| Entrages                     | 04074      | 04000 04270 | Digne-les-Bains | Digne-les-Bains-1                   | CA Provence-Alpes Agglomération               | 22,61            | 100 (2022)                        | 4,4                | modifier les données · modifier les données |
| Entrepierres                 | 04075      | 04200       | Forcalquier     | Sisteron                            | CC du Sisteronais Buëch                       | 47,79            | 409 (2022)                        | 8,6                | modifier les données · modifier les données |
| Entrevaux                    | 04076      | 04320       | Castellane      | Castellane                          | CC Alpes Provence Verdon - Sources de Lumière | 60,37            | 791 (2022)                        | 13                 | modifier les données · modifier les données |
| Entrevennes                  | 04077      | 04700       | Forcalquier     | Riez                                | CA Durance-Luberon-Verdon Agglomération       | 29,81            | 169 (2022)                        | 5,7                | modifier les données · modifier les données |
| L'Escale                     | 04079      | 04160       | Digne-les-Bains | Château-Arnoux-Saint-Auban          | CA Provence-Alpes Agglomération               | 20,36            | 1 402 (2022)                      | 69                 | modifier les données · modifier les données |
| Esparron-de-Verdon           | 04081      | 04800       | Forcalquier     | Valensole                           | CA Durance-Luberon-Verdon Agglomération       | 34,20            | 382 (2022)                        | 11                 | modifier les données · modifier les données |
| Estoublon                    | 04084      | 04270       | Digne-les-Bains | Riez                                | CA Provence-Alpes Agglomération               | 33,85            | 480 (2022)                        | 14                 | modifier les données · modifier les données |
| Faucon-de-Barcelonnette      | 04086      | 04400       | Barcelonnette   | Barcelonnette                       | CC Vallée de l'Ubaye Serre-Ponçon             | 17,42            | 293 (2022)                        | 17                 | modifier les données · modifier les données |
| Faucon-du-Caire              | 04085      | 04250       | Forcalquier     | Seyne                               | CC du Sisteronais Buëch                       | 19,93            | 62 (2022)                         | 3,1                | modifier les données · modifier les données |
| Fontienne                    | 04087      | 04230       | Forcalquier     | Forcalquier                         | CC Pays de Forcalquier - Montagne de Lure     | 8,18             | 131 (2022)                        | 16                 | modifier les données · modifier les données |
| Forcalquier                  | 04088      | 04300       | Forcalquier     | Forcalquier                         | CC Pays de Forcalquier - Montagne de Lure     | 42,76            | 5 142 (2022)                      | 120                | modifier les données · modifier les données |
| Le Fugeret                   | 04090      | 04240       | Castellane      | Castellane                          | CC Alpes Provence Verdon - Sources de Lumière | 28,38            | 200 (2022)                        | 7,0                | modifier les données · modifier les données |
| Ganagobie                    | 04091      | 04310       | Digne-les-Bains | Château-Arnoux-Saint-Auban          | CA Provence-Alpes Agglomération               | 10,50            | 90 (2022)                         | 8,6                | modifier les données · modifier les données |
| La Garde                     | 04092      | 04120       | Castellane      | Castellane                          | CC Alpes Provence Verdon - Sources de Lumière | 16,63            | 126 (2022)                        | 7,6                | modifier les données · modifier les données |
| Gigors                       | 04093      | 04250       | Forcalquier     | Seyne                               | CC du Sisteronais Buëch                       | 13,69            | 59 (2022)                         | 4,3                | modifier les données · modifier les données |
| Gréoux-les-Bains             | 04094      | 04800       | Forcalquier     | Valensole                           | CA Durance-Luberon-Verdon Agglomération       | 69,46            | 3 088 (2022)                      | 44                 | modifier les données · modifier les données |
| Hautes-Duyes                 | 04177      | 04380       | Digne-les-Bains | Digne-les-Bains-1                   | CA Provence-Alpes Agglomération               | 22,84            | 50 (2022)                         | 2,2                | modifier les données · modifier les données |
| L'Hospitalet                 | 04095      | 04150       | Forcalquier     | Reillanne                           | CC Haute-Provence - Pays de Banon             | 19,35            | 96 (2022)                         | 5,0                | modifier les données · modifier les données |
| Jausiers                     | 04096      | 04850       | Barcelonnette   | Barcelonnette                       | CC Vallée de l'Ubaye Serre-Ponçon             | 107,73           | 1 142 (2022)                      | 11                 | modifier les données · modifier les données |
| La Javie                     | 04097      | 04000 04420 | Digne-les-Bains | Seyne                               | CA Provence-Alpes Agglomération               | 37,27            | 374 (2022)                        | 10                 | modifier les données · modifier les données |
| Lambruisse                   | 04099      | 04170       | Castellane      | Castellane                          | CC Alpes Provence Verdon - Sources de Lumière | 21,78            | 81 (2022)                         | 3,7                | modifier les données · modifier les données |
| Lardiers                     | 04101      | 04230       | Forcalquier     | Forcalquier                         | CC Pays de Forcalquier - Montagne de Lure     | 30,08            | 139 (2022)                        | 4,6                | modifier les données · modifier les données |
| Le Lauzet-Ubaye              | 04102      | 04340       | Barcelonnette   | Barcelonnette                       | CC Vallée de l'Ubaye Serre-Ponçon             | 66,26            | 212 (2022)                        | 3,2                | modifier les données · modifier les données |
| Limans                       | 04104      | 04300       | Forcalquier     | Forcalquier                         | CC Pays de Forcalquier - Montagne de Lure     | 20,97            | 387 (2022)                        | 18                 | modifier les données · modifier les données |
| Lurs                         | 04106      | 04700       | Forcalquier     | Forcalquier                         | CC Pays de Forcalquier - Montagne de Lure     | 22,48            | 373 (2022)                        | 17                 | modifier les données · modifier les données |
| Majastres                    | 04107      | 04270       | Digne-les-Bains | Riez                                | CA Provence-Alpes Agglomération               | 29,85            | 5 (2022)                          | 0,17               | modifier les données · modifier les données |
| Malijai                      | 04108      | 04350 04510 | Digne-les-Bains | Digne-les-Bains-2                   | CA Provence-Alpes Agglomération               | 26,56            | 2 019 (2022)                      | 76                 | modifier les données · modifier les données |
| Mallefougasse-Augès          | 04109      | 04230       | Digne-les-Bains | Forcalquier                         | CA Provence-Alpes Agglomération               | 19,71            | 325 (2022)                        | 16                 | modifier les données · modifier les données |
| Mallemoisson                 | 04110      | 04510       | Digne-les-Bains | Digne-les-Bains-2                   | CA Provence-Alpes Agglomération               | 6,04             | 968 (2022)                        | 160                | modifier les données · modifier les données |
| Mane                         | 04111      | 04300       | Forcalquier     | Reillanne                           | CC Haute-Provence - Pays de Banon             | 22,00            | 1 390 (2022)                      | 63                 | modifier les données · modifier les données |
| Manosque                     | 04112      | 04100       | Forcalquier     | Manosque-1 Manosque-2 Manosque-3    | CA Durance-Luberon-Verdon Agglomération       | 56,73            | 22 807 (2022)                     | 402                | modifier les données · modifier les données |
| Marcoux                      | 04113      | 04420       | Digne-les-Bains | Digne-les-Bains-1                   | CA Provence-Alpes Agglomération               | 32,17            | 460 (2022)                        | 14                 | modifier les données · modifier les données |
| Méailles                     | 04115      | 04240       | Castellane      | Castellane                          | CC Alpes Provence Verdon - Sources de Lumière | 32,74            | 118 (2022)                        | 3,6                | modifier les données · modifier les données |
| Les Mées                     | 04116      | 04190       | Digne-les-Bains | Oraison                             | CA Provence-Alpes Agglomération               | 65,40            | 3 992 (2022)                      | 61                 | modifier les données · modifier les données |
| Melve                        | 04118      | 04250       | Forcalquier     | Seyne                               | CC du Sisteronais Buëch                       | 14,11            | 127 (2022)                        | 9,0                | modifier les données · modifier les données |
| Méolans-Revel                | 04161      | 04340       | Barcelonnette   | Barcelonnette                       | CC Vallée de l'Ubaye Serre-Ponçon             | 127,74           | 323 (2022)                        | 2,5                | modifier les données · modifier les données |
| Mézel                        | 04121      | 04270       | Digne-les-Bains | Riez                                | CA Provence-Alpes Agglomération               | 21,36            | 617 (2022)                        | 29                 | modifier les données · modifier les données |
| Mirabeau                     | 04122      | 04510       | Digne-les-Bains | Digne-les-Bains-2                   | CA Provence-Alpes Agglomération               | 18,22            | 508 (2022)                        | 28                 | modifier les données · modifier les données |
| Mison                        | 04123      | 04200       | Forcalquier     | Sisteron                            | CC du Sisteronais Buëch                       | 31,72            | 1 115 (2022)                      | 35                 | modifier les données · modifier les données |
| Montagnac-Montpezat          | 04124      | 04500       | Forcalquier     | Valensole                           | CA Durance-Luberon-Verdon Agglomération       | 34,18            | 405 (2022)                        | 12                 | modifier les données · modifier les données |
| Montclar                     | 04126      | 04140       | Digne-les-Bains | Seyne                               | CA Provence-Alpes Agglomération               | 23,38            | 397 (2022)                        | 17                 | modifier les données · modifier les données |
| Montfort                     | 04127      | 04600       | Forcalquier     | Château-Arnoux-Saint-Auban          | CC Jabron Lure Vançon Durance                 | 12,08            | 333 (2022)                        | 28                 | modifier les données · modifier les données |
| Montfuron                    | 04128      | 04110       | Forcalquier     | Manosque-1                          | CA Durance-Luberon-Verdon Agglomération       | 18,88            | 220 (2022)                        | 12                 | modifier les données · modifier les données |
| Montjustin                   | 04129      | 04110       | Forcalquier     | Reillanne                           | CC Haute-Provence - Pays de Banon             | 10,15            | 57 (2022)                         | 5,6                | modifier les données · modifier les données |
| Montlaux                     | 04130      | 04230       | Forcalquier     | Forcalquier                         | CC Pays de Forcalquier - Montagne de Lure     | 19,75            | 211 (2022)                        | 11                 | modifier les données · modifier les données |
| Montsalier                   | 04132      | 04150       | Forcalquier     | Reillanne                           | CC Haute-Provence - Pays de Banon             | 23,81            | 167 (2022)                        | 7,0                | modifier les données · modifier les données |
| Moriez                       | 04133      | 04170       | Castellane      | Castellane                          | CC Alpes Provence Verdon - Sources de Lumière | 37,18            | 238 (2022)                        | 6,4                | modifier les données · modifier les données |
| La Motte-du-Caire            | 04134      | 04250       | Forcalquier     | Seyne                               | CC du Sisteronais Buëch                       | 27,27            | 544 (2022)                        | 20                 | modifier les données · modifier les données |
| Moustiers-Sainte-Marie       | 04135      | 04360       | Digne-les-Bains | Riez                                | CA Provence-Alpes Agglomération               | 87,97            | 695 (2022)                        | 7,9                | modifier les données · modifier les données |
| La Mure-Argens               | 04136      | 04170       | Castellane      | Castellane                          | CC Alpes Provence Verdon - Sources de Lumière | 34,73            | 333 (2022)                        | 9,6                | modifier les données · modifier les données |
| Nibles                       | 04137      | 04250       | Forcalquier     | Seyne                               | CC du Sisteronais Buëch                       | 12,31            | 54 (2022)                         | 4,4                | modifier les données · modifier les données |
| Niozelles                    | 04138      | 04300       | Forcalquier     | Forcalquier                         | CC Pays de Forcalquier - Montagne de Lure     | 10,47            | 278 (2022)                        | 27                 | modifier les données · modifier les données |
| Noyers-sur-Jabron            | 04139      | 04200       | Forcalquier     | Sisteron                            | CC Jabron Lure Vançon Durance                 | 56,58            | 527 (2022)                        | 9,3                | modifier les données · modifier les données |
| Les Omergues                 | 04140      | 04200       | Forcalquier     | Sisteron                            | CC Jabron Lure Vançon Durance                 | 34,22            | 128 (2022)                        | 3,7                | modifier les données · modifier les données |
| Ongles                       | 04141      | 04230       | Forcalquier     | Forcalquier                         | CC Pays de Forcalquier - Montagne de Lure     | 31,46            | 359 (2022)                        | 11                 | modifier les données · modifier les données |
| Oppedette                    | 04142      | 04110       | Forcalquier     | Reillanne                           | CC Haute-Provence - Pays de Banon             | 8,49             | 44 (2022)                         | 5,2                | modifier les données · modifier les données |
| Oraison                      | 04143      | 04700       | Forcalquier     | Oraison                             | CA Durance-Luberon-Verdon Agglomération       | 38,42            | 6 042 (2022)                      | 157                | modifier les données · modifier les données |
| La Palud-sur-Verdon          | 04144      | 04120       | Castellane      | Riez                                | CC Alpes Provence Verdon - Sources de Lumière | 81,26            | 350 (2022)                        | 4,3                | modifier les données · modifier les données |
| Peipin                       | 04145      | 04200       | Forcalquier     | Sisteron                            | CC Jabron Lure Vançon Durance                 | 13,15            | 1 496 (2022)                      | 114                | modifier les données · modifier les données |
| Peyroules                    | 04148      | 04120       | Castellane      | Castellane                          | CC Alpes Provence Verdon - Sources de Lumière | 33,34            | 248 (2022)                        | 7,4                | modifier les données · modifier les données |
| Peyruis                      | 04149      | 04310       | Digne-les-Bains | Château-Arnoux-Saint-Auban          | CA Provence-Alpes Agglomération               | 23,23            | 2 796 (2022)                      | 120                | modifier les données · modifier les données |
| Piégut                       | 04150      | 05130       | Forcalquier     | Seyne                               | CC Serre-Ponçon Val d'Avance                  | 11,12            | 208 (2022)                        | 19                 | modifier les données · modifier les données |
| Pierrerue                    | 04151      | 04300       | Forcalquier     | Forcalquier                         | CC Pays de Forcalquier - Montagne de Lure     | 10,86            | 530 (2022)                        | 49                 | modifier les données · modifier les données |
| Pierrevert                   | 04152      | 04860       | Forcalquier     | Manosque-1                          | CA Durance-Luberon-Verdon Agglomération       | 27,90            | 3 943 (2022)                      | 141                | modifier les données · modifier les données |
| Pontis                       | 04154      | 05160       | Barcelonnette   | Barcelonnette                       | CC de Serre-Ponçon                            | 14,11            | 95 (2022)                         | 6,7                | modifier les données · modifier les données |
| Prads-Haute-Bléone           | 04155      | 04420       | Digne-les-Bains | Seyne                               | CA Provence-Alpes Agglomération               | 165,64           | 174 (2022)                        | 1,1                | modifier les données · modifier les données |
| Puimichel                    | 04156      | 04700       | Forcalquier     | Riez                                | CA Durance-Luberon-Verdon Agglomération       | 36,81            | 254 (2022)                        | 6,9                | modifier les données · modifier les données |
| Puimoisson                   | 04157      | 04410       | Forcalquier     | Riez                                | CA Durance-Luberon-Verdon Agglomération       | 35,44            | 666 (2022)                        | 19                 | modifier les données · modifier les données |
| Quinson                      | 04158      | 04500       | Forcalquier     | Valensole                           | CA Durance-Luberon-Verdon Agglomération       | 28,11            | 388 (2022)                        | 14                 | modifier les données · modifier les données |
| Redortiers                   | 04159      | 04150       | Forcalquier     | Reillanne                           | CC Haute-Provence - Pays de Banon             | 45,77            | 89 (2022)                         | 1,9                | modifier les données · modifier les données |
| Reillanne                    | 04160      | 04110       | Forcalquier     | Reillanne                           | CC Haute-Provence - Pays de Banon             | 38,55            | 1 730 (2022)                      | 45                 | modifier les données · modifier les données |
| Revest-des-Brousses          | 04162      | 04150       | Forcalquier     | Reillanne                           | CC Haute-Provence - Pays de Banon             | 22,95            | 264 (2022)                        | 12                 | modifier les données · modifier les données |
| Revest-du-Bion               | 04163      | 04150       | Forcalquier     | Reillanne                           | CC Haute-Provence - Pays de Banon             | 43,45            | 487 (2022)                        | 11                 | modifier les données · modifier les données |
| Revest-Saint-Martin          | 04164      | 04230       | Forcalquier     | Forcalquier                         | CC Pays de Forcalquier - Montagne de Lure     | 7,56             | 82 (2022)                         | 11                 | modifier les données · modifier les données |
| Riez                         | 04166      | 04500       | Forcalquier     | Riez                                | CA Durance-Luberon-Verdon Agglomération       | 40,00            | 1 625 (2022)                      | 41                 | modifier les données · modifier les données |
| La Robine-sur-Galabre        | 04167      | 04000       | Digne-les-Bains | Digne-les-Bains-1                   | CA Provence-Alpes Agglomération               | 45,91            | 292 (2022)                        | 6,4                | modifier les données · modifier les données |
| La Rochegiron                | 04169      | 04150       | Forcalquier     | Reillanne                           | CC Haute-Provence - Pays de Banon             | 30,11            | 108 (2022)                        | 3,6                | modifier les données · modifier les données |
| La Rochette                  | 04170      | 06260       | Castellane      | Castellane                          | CC Alpes Provence Verdon - Sources de Lumière | 18,80            | 72 (2022)                         | 3,8                | modifier les données · modifier les données |
| Rougon                       | 04171      | 04120       | Castellane      | Castellane                          | CC Alpes Provence Verdon - Sources de Lumière | 35,83            | 120 (2022)                        | 3,3                | modifier les données · modifier les données |
| Roumoules                    | 04172      | 04500       | Forcalquier     | Riez                                | CA Durance-Luberon-Verdon Agglomération       | 26,04            | 732 (2022)                        | 28                 | modifier les données · modifier les données |
| Saint-André-les-Alpes        | 04173      | 04170       | Castellane      | Castellane                          | CC Alpes Provence Verdon - Sources de Lumière | 47,46            | 1 030 (2022)                      | 22                 | modifier les données · modifier les données |
| Saint-Benoît                 | 04174      | 04240       | Castellane      | Castellane                          | CC Alpes Provence Verdon - Sources de Lumière | 21,03            | 166 (2022)                        | 7,9                | modifier les données · modifier les données |
| Saint-Étienne-les-Orgues     | 04178      | 04230       | Forcalquier     | Forcalquier                         | CC Pays de Forcalquier - Montagne de Lure     | 48,42            | 1 297 (2022)                      | 27                 | modifier les données · modifier les données |
| Saint-Geniez                 | 04179      | 04200       | Forcalquier     | Sisteron                            | CC du Sisteronais Buëch                       | 38,94            | 107 (2022)                        | 2,7                | modifier les données · modifier les données |
| Saint-Jacques                | 04180      | 04330       | Castellane      | Riez                                | CC Alpes Provence Verdon - Sources de Lumière | 4,66             | 72 (2022)                         | 15                 | modifier les données · modifier les données |
| Saint-Jeannet                | 04181      | 04270       | Digne-les-Bains | Riez                                | CA Provence-Alpes Agglomération               | 21,14            | 48 (2022)                         | 2,3                | modifier les données · modifier les données |
| Saint-Julien-d'Asse          | 04182      | 04270       | Digne-les-Bains | Riez                                | CA Provence-Alpes Agglomération               | 25,60            | 226 (2022)                        | 8,8                | modifier les données · modifier les données |
| Saint-Julien-du-Verdon       | 04183      | 04170       | Castellane      | Castellane                          | CC Alpes Provence Verdon - Sources de Lumière | 6,19             | 176 (2022)                        | 28                 | modifier les données · modifier les données |
| Saint-Jurs                   | 04184      | 04410       | Digne-les-Bains | Riez                                | CA Provence-Alpes Agglomération               | 33,59            | 137 (2022)                        | 4,1                | modifier les données · modifier les données |
| Saint-Laurent-du-Verdon      | 04186      | 04500       | Forcalquier     | Valensole                           | CA Durance-Luberon-Verdon Agglomération       | 8,89             | 89 (2022)                         | 10                 | modifier les données · modifier les données |
| Saint-Lions                  | 04187      | 04330       | Castellane      | Riez                                | CC Alpes Provence Verdon - Sources de Lumière | 11,55            | 38 (2022)                         | 3,3                | modifier les données · modifier les données |
| Saint-Maime                  | 04188      | 04300       | Forcalquier     | Reillanne                           | CC Haute-Provence - Pays de Banon             | 7,51             | 904 (2022)                        | 120                | modifier les données · modifier les données |
| Saint-Martin-de-Brômes       | 04189      | 04800       | Forcalquier     | Valensole                           | CA Durance-Luberon-Verdon Agglomération       | 21,09            | 632 (2022)                        | 30                 | modifier les données · modifier les données |
| Saint-Martin-les-Eaux        | 04190      | 04300       | Forcalquier     | Manosque-2                          | CC Haute-Provence - Pays de Banon             | 9,15             | 123 (2022)                        | 13                 | modifier les données · modifier les données |
| Saint-Martin-lès-Seyne       | 04191      | 04140       | Digne-les-Bains | Seyne                               | CA Provence-Alpes Agglomération               | 12,27            | 9 (2022)                          | 0,73               | modifier les données · modifier les données |
| Saint-Michel-l'Observatoire  | 04192      | 04870       | Forcalquier     | Reillanne                           | CC Haute-Provence - Pays de Banon             | 27,78            | 1 278 (2022)                      | 46                 | modifier les données · modifier les données |
| Saint-Paul-sur-Ubaye         | 04193      | 04530       | Barcelonnette   | Barcelonnette                       | CC Vallée de l'Ubaye Serre-Ponçon             | 205,55           | 195 (2022)                        | 0,95               | modifier les données · modifier les données |
| Saint-Pierre                 | 04194      | 06260       | Castellane      | Castellane                          | CC Alpes Provence Verdon - Sources de Lumière | 5,62             | 97 (2022)                         | 17                 | modifier les données · modifier les données |
| Saint-Pons                   | 04195      | 04400       | Barcelonnette   | Barcelonnette                       | CC Vallée de l'Ubaye Serre-Ponçon             | 32,06            | 613 (2022)                        | 19                 | modifier les données · modifier les données |
| Saint-Vincent-sur-Jabron     | 04199      | 04200       | Forcalquier     | Sisteron                            | CC Jabron Lure Vançon Durance                 | 30,20            | 168 (2022)                        | 5,6                | modifier les données · modifier les données |
| Sainte-Croix-à-Lauze         | 04175      | 04110       | Forcalquier     | Reillanne                           | CC Haute-Provence - Pays de Banon             | 8,65             | 86 (2022)                         | 9,9                | modifier les données · modifier les données |
| Sainte-Croix-du-Verdon       | 04176      | 04500       | Digne-les-Bains | Valensole                           | CA Provence-Alpes Agglomération               | 13,70            | 115 (2022)                        | 8,4                | modifier les données · modifier les données |
| Sainte-Tulle                 | 04197      | 04220       | Forcalquier     | Manosque-3                          | CA Durance-Luberon-Verdon Agglomération       | 17,07            | 3 530 (2022)                      | 207                | modifier les données · modifier les données |
| Salignac                     | 04200      | 04290       | Forcalquier     | Sisteron                            | CC Jabron Lure Vançon Durance                 | 14,42            | 679 (2022)                        | 47                 | modifier les données · modifier les données |
| Saumane                      | 04201      | 04150       | Forcalquier     | Reillanne                           | CC Haute-Provence - Pays de Banon             | 3,21             | 125 (2022)                        | 39                 | modifier les données · modifier les données |
| Sausses                      | 04202      | 04320       | Castellane      | Castellane                          | CC Alpes Provence Verdon - Sources de Lumière | 14,68            | 129 (2022)                        | 8,8                | modifier les données · modifier les données |
| Selonnet                     | 04203      | 04140       | Digne-les-Bains | Seyne                               | CA Provence-Alpes Agglomération               | 29,55            | 451 (2022)                        | 15                 | modifier les données · modifier les données |
| Senez                        | 04204      | 04270 04330 | Castellane      | Riez                                | CC Alpes Provence Verdon - Sources de Lumière | 70,27            | 156 (2022)                        | 2,2                | modifier les données · modifier les données |
| Seyne                        | 04205      | 04140       | Digne-les-Bains | Seyne                               | CA Provence-Alpes Agglomération               | 84,27            | 1 365 (2022)                      | 16                 | modifier les données · modifier les données |
| Sigonce                      | 04206      | 04300       | Forcalquier     | Forcalquier                         | CC Pays de Forcalquier - Montagne de Lure     | 19,97            | 421 (2022)                        | 21                 | modifier les données · modifier les données |
| Sigoyer                      | 04207      | 04200       | Forcalquier     | Seyne                               | CC du Sisteronais Buëch                       | 15,30            | 101 (2022)                        | 6,6                | modifier les données · modifier les données |
| Simiane-la-Rotonde           | 04208      | 04150       | Forcalquier     | Reillanne                           | CC Haute-Provence - Pays de Banon             | 67,86            | 608 (2022)                        | 9,0                | modifier les données · modifier les données |
| Sisteron                     | 04209      | 04200       | Forcalquier     | Sisteron                            | CC du Sisteronais Buëch                       | 50,25            | 7 776 (2022)                      | 155                | modifier les données · modifier les données |
| Soleilhas                    | 04210      | 04120       | Castellane      | Castellane                          | CC Alpes Provence Verdon - Sources de Lumière | 34,53            | 91 (2022)                         | 2,6                | modifier les données · modifier les données |
| Sourribes                    | 04211      | 04290       | Forcalquier     | Sisteron                            | CC Jabron Lure Vançon Durance                 | 19,75            | 179 (2022)                        | 9,1                | modifier les données · modifier les données |
| Tartonne                     | 04214      | 04330       | Castellane      | Riez                                | CC Alpes Provence Verdon - Sources de Lumière | 44,88            | 127 (2022)                        | 2,8                | modifier les données · modifier les données |
| Thèze                        | 04216      | 04200       | Forcalquier     | Seyne                               | CC du Sisteronais Buëch                       | 11,17            | 256 (2022)                        | 23                 | modifier les données · modifier les données |
| Thoard                       | 04217      | 04380       | Digne-les-Bains | Digne-les-Bains-1                   | CA Provence-Alpes Agglomération               | 43,69            | 741 (2022)                        | 17                 | modifier les données · modifier les données |
| Thorame-Basse                | 04218      | 04170       | Castellane      | Castellane                          | CC Alpes Provence Verdon - Sources de Lumière | 97,72            | 208 (2022)                        | 2,1                | modifier les données · modifier les données |
| Thorame-Haute                | 04219      | 04170       | Castellane      | Castellane                          | CC Alpes Provence Verdon - Sources de Lumière | 108,35           | 247 (2022)                        | 2,3                | modifier les données · modifier les données |
| Les Thuiles                  | 04220      | 04400       | Barcelonnette   | Barcelonnette                       | CC Vallée de l'Ubaye Serre-Ponçon             | 32,80            | 365 (2022)                        | 11                 | modifier les données · modifier les données |
| Turriers                     | 04222      | 04250       | Forcalquier     | Seyne                               | CC du Sisteronais Buëch                       | 19,86            | 345 (2022)                        | 17                 | modifier les données · modifier les données |
| Ubaye-Serre-Ponçon           | 04033      | 04340       | Barcelonnette   | Barcelonnette                       | CC Vallée de l'Ubaye Serre-Ponçon             | 62,48            | 796 (2022)                        | 13                 | modifier les données · modifier les données |
| Ubraye                       | 04224      | 04240       | Castellane      | Castellane                          | CC Alpes Provence Verdon - Sources de Lumière | 35,65            | 99 (2022)                         | 2,8                | modifier les données · modifier les données |
| Uvernet-Fours                | 04226      | 04400       | Barcelonnette   | Barcelonnette                       | CC Vallée de l'Ubaye Serre-Ponçon             | 135,44           | 502 (2022)                        | 3,7                | modifier les données · modifier les données |
| Vachères                     | 04227      | 04110       | Forcalquier     | Reillanne                           | CC Haute-Provence - Pays de Banon             | 23,42            | 318 (2022)                        | 14                 | modifier les données · modifier les données |
| Val d'Oronaye                | 04120      | 04530       | Barcelonnette   | Barcelonnette                       | CC Vallée de l'Ubaye Serre-Ponçon             | 109,45           | 98 (2022)                         | 0,90               | modifier les données · modifier les données |
| Val-de-Chalvagne             | 04043      | 04320       | Castellane      | Castellane                          | CC Alpes Provence Verdon - Sources de Lumière | 32,57            | 83 (2022)                         | 2,5                | modifier les données · modifier les données |
| Valavoire                    | 04228      | 04250       | Forcalquier     | Seyne                               | CC du Sisteronais Buëch                       | 16,81            | 39 (2022)                         | 2,3                | modifier les données · modifier les données |
| Valbelle                     | 04229      | 04200       | Forcalquier     | Sisteron                            | CC Jabron Lure Vançon Durance                 | 32,99            | 239 (2022)                        | 7,2                | modifier les données · modifier les données |
| Valensole                    | 04230      | 04210       | Forcalquier     | Valensole                           | CA Durance-Luberon-Verdon Agglomération       | 127,77           | 3 151 (2022)                      | 25                 | modifier les données · modifier les données |
| Valernes                     | 04231      | 04200       | Forcalquier     | Seyne                               | CC du Sisteronais Buëch                       | 28,49            | 242 (2022)                        | 8,5                | modifier les données · modifier les données |
| Vaumeilh                     | 04233      | 04200       | Forcalquier     | Seyne                               | CC du Sisteronais Buëch                       | 25,52            | 268 (2022)                        | 11                 | modifier les données · modifier les données |
| Venterol                     | 04234      | 05130       | Forcalquier     | Seyne                               | CC Serre-Ponçon Val d'Avance                  | 22,75            | 226 (2022)                        | 9,9                | modifier les données · modifier les données |
| Verdaches                    | 04235      | 04140       | Digne-les-Bains | Seyne                               | CA Provence-Alpes Agglomération               | 22,92            | 60 (2022)                         | 2,6                | modifier les données · modifier les données |
| Vergons                      | 04236      | 04170       | Castellane      | Castellane                          | CC Alpes Provence Verdon - Sources de Lumière | 45,73            | 114 (2022)                        | 2,5                | modifier les données · modifier les données |
| Le Vernet                    | 04237      | 04140       | Digne-les-Bains | Seyne                               | CA Provence-Alpes Agglomération               | 23,05            | 124 (2022)                        | 5,4                | modifier les données · modifier les données |
| Villars-Colmars              | 04240      | 04370       | Castellane      | Castellane                          | CC Alpes Provence Verdon - Sources de Lumière | 40,59            | 254 (2022)                        | 6,3                | modifier les données · modifier les données |
| Villemus                     | 04241      | 04110       | Forcalquier     | Reillanne                           | CC Haute-Provence - Pays de Banon             | 9,59             | 193 (2022)                        | 20                 | modifier les données · modifier les données |
| Villeneuve                   | 04242      | 04180       | Forcalquier     | Oraison                             | CA Durance-Luberon-Verdon Agglomération       | 25,55            | 4 386 (2022)                      | 172                | modifier les données · modifier les données |
| Volonne                      | 04244      | 04290       | Digne-les-Bains | Château-Arnoux-Saint-Auban          | CA Provence-Alpes Agglomération               | 24,61            | 1 637 (2022)                      | 67                 | modifier les données · modifier les données |
| Volx                         | 04245      | 04130       | Forcalquier     | Manosque-2                          | CA Durance-Luberon-Verdon Agglomération       | 19,52            | 3 227 (2022)                      | 165                | modifier les données · modifier les données |
| Alpes-de-Haute-Provence      | 04         |             |                 |                                     |                                               | 6 925,00         | 167 179 (2022)                    | 24                 | modifier les données                        |

## Urbanisme
Suivant la classification de l'Insee, la typologie des communes des Alpes-de-Haute-Provence se répartit ainsi :
| Type                       | Communes | Communes (%) | Superficie (km²) | Superficie (%) | Population (1999) | Population (%) | Densité (hab./km²) |
| -------------------------- | -------- | ------------ | ---------------- | -------------- | ----------------- | -------------- | ------------------ |
| Espaces à dominante rurale | +167,    | +083,5       | +005 878,        | +084,9         | +082 453,         | +059,1         | +014,03            |
| Communes monopolarisées    | +025,    | +012,5       | +000774,         | +011,2         | +013 482,         | +009,7         | +017,41            |
| Pôles urbains              | +005,    | +002,5       | +000237,         | +003,4         | +042 695,         | +030,6         | +180,09            |
| Communes multipolarisées   | +003,    | +001,5       | +0 00036,        | +000,5         | +000931,          | +000,7         | +026,2             |
| Total                      | +200,    | +100,        | +006 925,        | +100,          | +139 561,         | +100,          | +020,15            |

Les communes urbaines du département forment 3 aires urbaines :
| Aire urbaine                | Communes | Pôles urbains | Superficie (km²) | Superficie (%) | Population (1999) | Population (%) | Densité (hab./km²) |
| --------------------------- | -------- | ------------- | ---------------- | -------------- | ----------------- | -------------- | ------------------ |
| Communes à dominante rurale | +167,    | +0,           | +005 878,        | +084,9         | +082 453,         | +059,1         | +014,03            |
| Digne-les-Bains             | +023,    | +2,           | +000835,         | +012,1         | +023 671,         | +017,          | +028,36            |
| Manosque                    | +006,    | +3,           | +000166,         | +002,4         | +032 383,         | +023,2         | +195,28            |
| Communes multipolarisées    | +003,    | +0,           | +0 00036,        | +000,5         | +000931,          | +000,7         | +026,2             |
| Gap                         | +001,    | +0,           | +0 00011,        | +000,2         | +000123,          | +000,1         | +011,06            |
| Total                       | +200,    | +5,           | +006 925,        | +100,          | +139 561,         | +100,          | +020,15            |

Note : les données présentées ici ne concernent que les communes appartenant aux Alpes-de-Haute-Provence. Il est possible qu'une aire urbaine s'étende sur plusieurs départements (c'est le cas de celle de Gap).
Les trois communes urbaines multipolarisées n'appartiennent pas spécifiquement à une seule aire urbaine.
Les aires urbaines des Alpes-de-Haute-Provence se rattachent à trois espaces urbains distincts :
| Espace urbain                                     | Communes | Superficie (km²) | Superficie (%) | Population (1999) | Population (%) | Densité (hab./km²) |
| ------------------------------------------------- | -------- | ---------------- | -------------- | ----------------- | -------------- | ------------------ |
| Commune appartenant à l'espace à dominante rurale | +167,    | +005 878,        | +084,9         | +082 453,         | +059,1         | +014,03            |
| Digne-les-Bains                                   | +023,    | +000835,         | +012,1         | +023 671,         | +017,          | +028,36            |
| Grand delta méditerranéen                         | +009,    | +000201,         | +002,9         | +033 314,         | +023,9         | +165,44            |
| Gap                                               | +001,    | +0 00011,        | +000,2         | +000123,          | +000,1         | +011,06            |
| Total                                             | +200,    | +006 925,        | +100,          | +139 561,         | +100,          | +020,15            |